# شیطان (فیلم ۱۹۹۶)
شیطان (به انگلیسی: The Ogre) فیلمی محصول سال ۱۹۹۶ و به کارگردانی فولکر شلوندورف است. در این فیلم بازیگرانی همچون جان مالکوویچ، گوتفرید جان، ماریانه زگبرشت، وولکلر اسپنگلر، هاینو فرش، دیتر لازر، اگنس سورال، ورنن دابچف، سایمن مک‌برنی، مارک دورت، آرمین مولر-اشتال و پی‌یر-بنویست واروکلیر ایفای نقش کرده‌اند.